# شون روني
شون روني (26 يوليو 1996 في المملكة المتحدة - ) (بالإنجليزية: Shaun Rooney)‏ هو لاعب كرة قدم بريطاني في مركز الدفاع. لعب مع دونفرملين أثلتيك وكوين أوف ساوث ونادي إنفرنيس ونادي يورك سيتي ونادي كوينز بارك.

## وصلات خارجية
- شون روني على موقع قاعدة بيانات كرة القدم.إي يو (الإنجليزية)
- شون روني على موقع Soccerbase.com (لاعب) (الإنجليزية)
- شون روني على موقع Soccerway.com (الإنجليزية)